# Дурбе
Дурбе (латис. Durbe) — найменше місто Латвії за чисельністю населення (близько 500 жителів). Знаходиться в Південнокурземському краї, на півдні Курземе, недалеко від озера Дурбес. Через місто проходить шосе Рига — Лієпая, на 195 кілометрі якого воно і розташоване.

## Назва
- Дурбе (латис. Durbe;  вимова)
- Дурбен (нім. Durben) — до 1918 року.

## Географія
Розташоване на півдні Курляндії, біля озера Дурбес. Через місто проходить шосе Рига — Лієпая, на 195 кілометрі якого воно і розташоване.

## Історія
У історичних джерелах Дурбе вперше згадується у 1230 році в договорі про хрещення куршів, укладеному папським вікарієм Балдуїном Альнським і куршським князем Ламекином.
Дурбенське городище до XIII століття входило до прибережних земель куршів, які у документах про розподіл Курляндії 1253 року згадуються як Ліндале.
13 липня 1260 року у битві під Дурбе об'єднані сили Тевтонського та Лівонського орденів були розгромлені жмудинами, а також куршами та естами, які перейшли на їхній бік після мобілізації до орденського війська. У битві загинули магістр ордену Бурхард фон Хорнхаузен, прусські та лівонські маршали, понад 150 лицарів, а також велика кількість охрещених леттів і лівів.
У 1263 році в Дурбе розпочалося будівництво фортеці, яка як замок Лівонського ордену вперше згадується у 1287 році. Кам’яний замок був зведений тут близько 1380 року. Назва Ліндале востаннє згадується у документах у 1387 році.
У середині XV століття навколо замку починає формуватися поселення, де в середині століття була побудована невелика церква.
У 1651 році було освячено кам’яну церкву. У 1701 році, під час Північної війни, замок і містечко поряд були зруйновані шведами. Замок більше не відновлювався.
Статус міста Дурбе отримало з 1893 року. Адміністративно входило до складу Гробінського повіту. У радянський період у місті розміщувалася центральна садиба колгоспу «Дурбе».
Герб міста було офіційно затверджено у 1925 році.

## Персоналії
- Зіґфрід Анна Меєровіц (1887—1925) — латвійський державний діяч, перший міністр закордонних справ незалежної Латвійської Республіки.